# Rasa dels Aumissers
La Rasa dels Aumissers és un torrent afluent per la dreta del Barranc de Sant Tirs que neix al peu del vessant de ponent del Serrat Escapçat, a uns 350 m. al nord-oest de la masia de Can Mas. De direcció global cap al sud, fa tot el seu curs pel terme municipal de Castellar de la Ribera.
Aquesta rasa no té cap afluent
Pren el nom del fet que a l'inici del seu curs travessa un camp de cultiu conegut amb el nom del Tros dels Aumissers. El terme aumisser és una forma dialectal del mot omisser, terme que en certs llocs de la comarca s'empra per a designar l'om.